# 방화동
방화동(傍花洞)은 서울특별시 강서구에 있는 동이다.

## 개요
현재의 방화동은 대한제국까지 경기도 양천군(陽川郡) 삼정면 정곡리, 치현리, 능리 등지로 각각 불리던 마을들이었다. 방화동의 동명은 산의 형국이 꽃피는 모양인 ‘개화산’ 옆에 발달한 마을의 유래로 생긴 이름으로 북쪽으로는 한강을 경계로 행주산성과 마주보고 있으며, 서쪽으로는 인천광역시와 김포국제공항을 이웃하는 서울의 최서단에 위치하고 있다.

## 교육

### 1동
- 개화초등학교
- 송화초등학교
- 세민정보고등학교
- 한서고등학교

### 2동
- 방화초등학교
- 방화중학교
- 공항고등학교

### 3동
- 삼정초등학교
- 정곡초등학교
- 치현초등학교
- 방원중학교
- 삼정중학교
- 강서공업고등학교

## 교통
- ● 수도권 전철 5호선
  - 방화역
  - 개화산역
  - 김포공항역

- 공항철도
  - 김포공항역

- ● 서울 지하철 9호선
  - 개화역
  - 김포공항역
  - 신방화역

## 같이 보기
- 대한민국의 행정 구역
- 방화대교

## 주거
| 단지명                    | 건설사                | 시행사                               | 주소                              | 입주        | 비고                          |
| ------------------------- | --------------------- | ------------------------------------ | --------------------------------- | ----------- | ----------------------------- |
| 방화 e편한세상            | ㈜삼호                | 대림산업                             |                                   | 2003년 10월 |                               |
| 방화 센트레빌             | 동부건설              | 동부건설                             | 강서구 방화대로45길 32            | 2003년 11월 |                               |
| 개화산 센트레빌           | 동부건설              | 동부건설                             |                                   | 2003년 2월  |                               |
| 마곡 서광                 | 서광건설산업㈜        | 정곡제1지역주택조합                  |                                   | 1998년 8월  |                               |
| 방화개화                  | 신일건업㈜ 공영토건㈜ | 서울주택도시공사                     | 강서구 금낭화로 167 (방화동)      | 1994년 3월  |                               |
| 방화청솔 3단지            |                       | 서울주택도시공사                     |                                   | 1994년 7월  |                               |
| 방화 5단지                | 두산개발              | 서울주택도시공사                     |                                   | 1994년 8월  |                               |
| 방화 6단지                | ㈜웅산건업            | 서울주택도시공사                     | 강서구 금낭화로23길 25 (방화동)   | 1994년 8월  | 공공임대                      |
| 방화 11단지               | ㈜동성                | 서울주택도시공사                     | 강서구 개화동로21길 4 (방화동)    | 1994년 5월  |                               |
| 마곡 중앙하이츠           | 중앙건설              | 서울주택도시공사                     |                                   | 1994년 5월  | '방화 12단지'에서 단지명 변경 |
| 방화 한진해모로           | 한진중공업㈜ 건설부문 | 한진중공업㈜ 건설부문                | 강서구 양천로24가길 59 (방화동)   | 2004년 5월  |                               |
| 방화 삼성꽃마을           | 삼성중공업            |                                      | 강서구 양천로18길 27 (방화동)     | 1997년 10월 |                               |
| 마곡현대 2차              | 현대산업개발          | 강서재건축조합                       | 강서구 양천로 140 (마곡동)        | 1999년 12월 |                               |
| 마곡 푸르지오             | 대우건설              | 건우3차아파트 주택재건축정비사업조합 | 강서구 방화대로34길 88 (마곡동)   | 2008년 6월  |                               |
| 마곡 한솔솔파크           | 한솔건설㈜            | ㈜미림씨엠이                         | 강서구 양천로30길 77 (마곡동)     | 2005년 2월  |                               |
| 마곡 우림필유             | 우림건설㈜            | 건우수정 재건축조합                  | 강서구 양천로28길 29 (마곡동)     | 2003년 12월 |                               |
| 치현마을 동일스위트 1단지 | 동일㈜                | 동일㈜                               | 강서구 금낭화로24가길 28 (방화동) | 2004년 12월 |                               |